# 야기촌 (효고현 미하라군)
야기촌(八木村)은 효고현 미하라군에 있던 촌이다. 현재의 미나미아와지시에 해당한다.

## 역사
- 1889년 4월 1일 - 정촌제 시행에 의해 3촌의 구역을 가지고 성립하였다.
- 1955년 4월 3일 - 에나미촌, 이치촌, 구마시로촌과 합병해 미하라정이 성립, 동일 야기촌은 폐지되었다.

## 교통

### 도로
- 국도 제28호선

## 참고문헌
- 角川日本地名大辞典 28 兵庫県